# Stefan Żołdani
Stefan Żołdani (ur. 1840, zm. 1900) – architekt miejski Krakowa w latach 1876 - 1900. 
W swojej pracy inspirował się architekturą gotyku. Jego projekty są charakterystyczne, nigdy nie tynkowane, wykonane z cegły oraz zdobień. 

## Ważniejsze projekty
- Szkoła Miejska przy ul. Miodowej 36 (1884)[3]

- Szkoła Miejska przy ul. Studenckiej 13 (1892)[4]

- Szkoła Męska, dziś Szkoła Podstawowa nr 16 przy ul. J. Dietla 70 (1892)[5]

- Kościół NMP z Lourdes przy ul. Misjonarskiej (1892-94)[6]

- Rogatka Wolska (1893)[7]

- Rogatka Zwierzyniecka (obiekt nieistniejący) (1893)

- Przebudowa budynku Archiwum Aktów Dawnych Miasta Krakowa (1896)[8]

- Klasztor sióstr karmelitanek bosych przy ulicy Łobzowskiej w Krakowie (projekt niedokończony)[9]

## Galeria

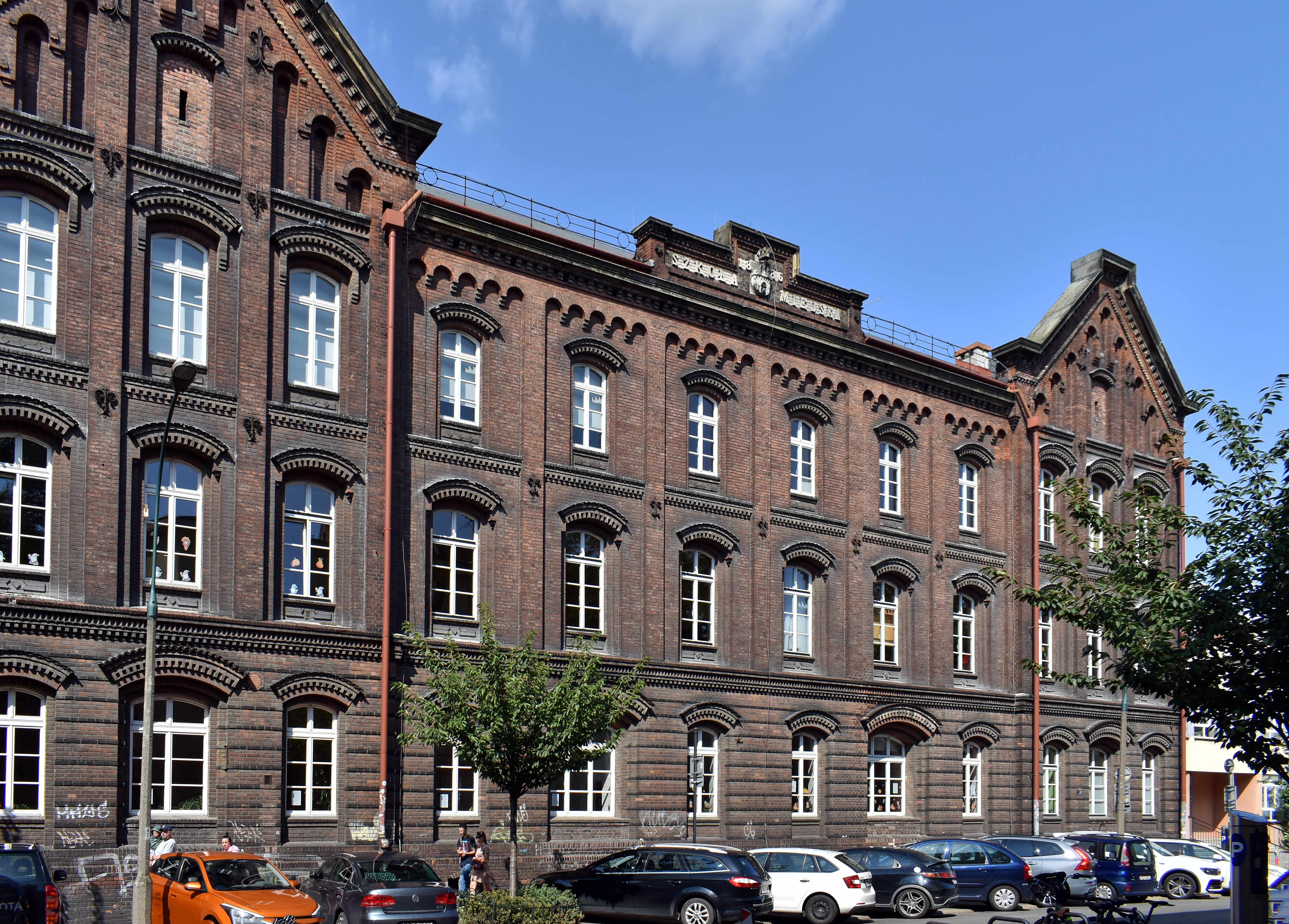
Szkoła Miejska (1884) Kraków, ul. Miodowa 36
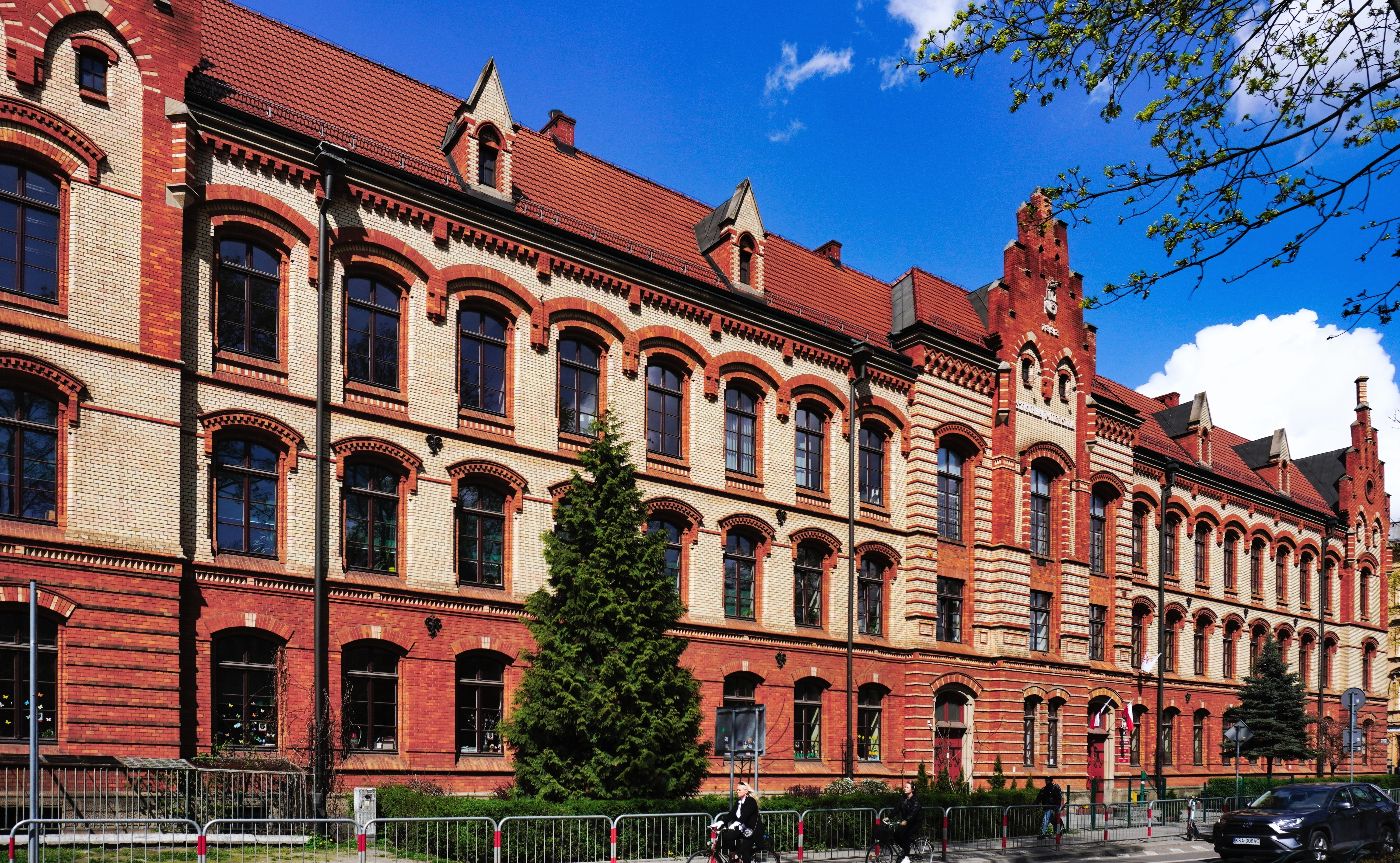
Szkoła Miejska (1891–1892) Kraków, ul. Dietla 70
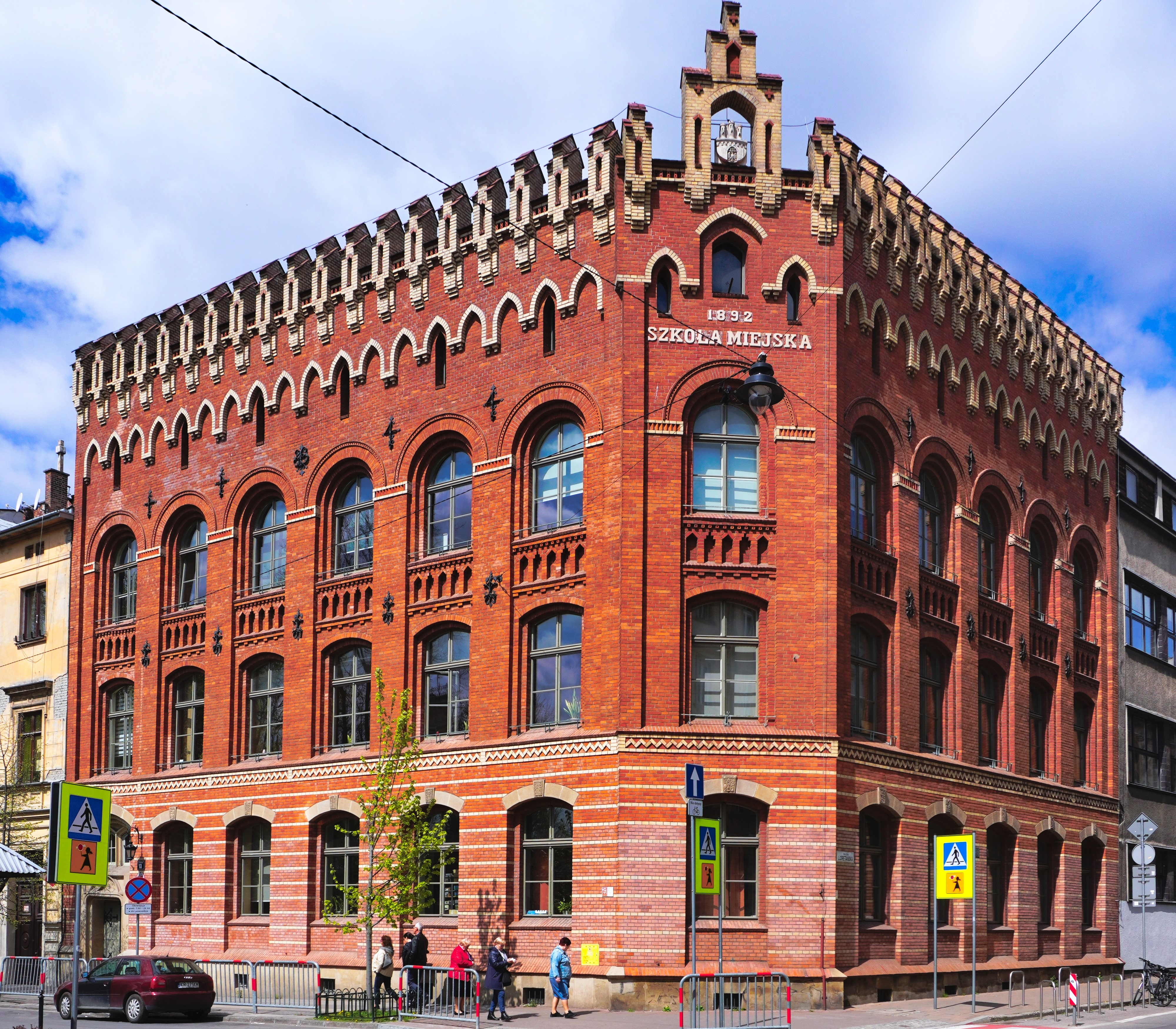
Szkoła Miejska (1891–1892) Kraków, ul. Studencka 13
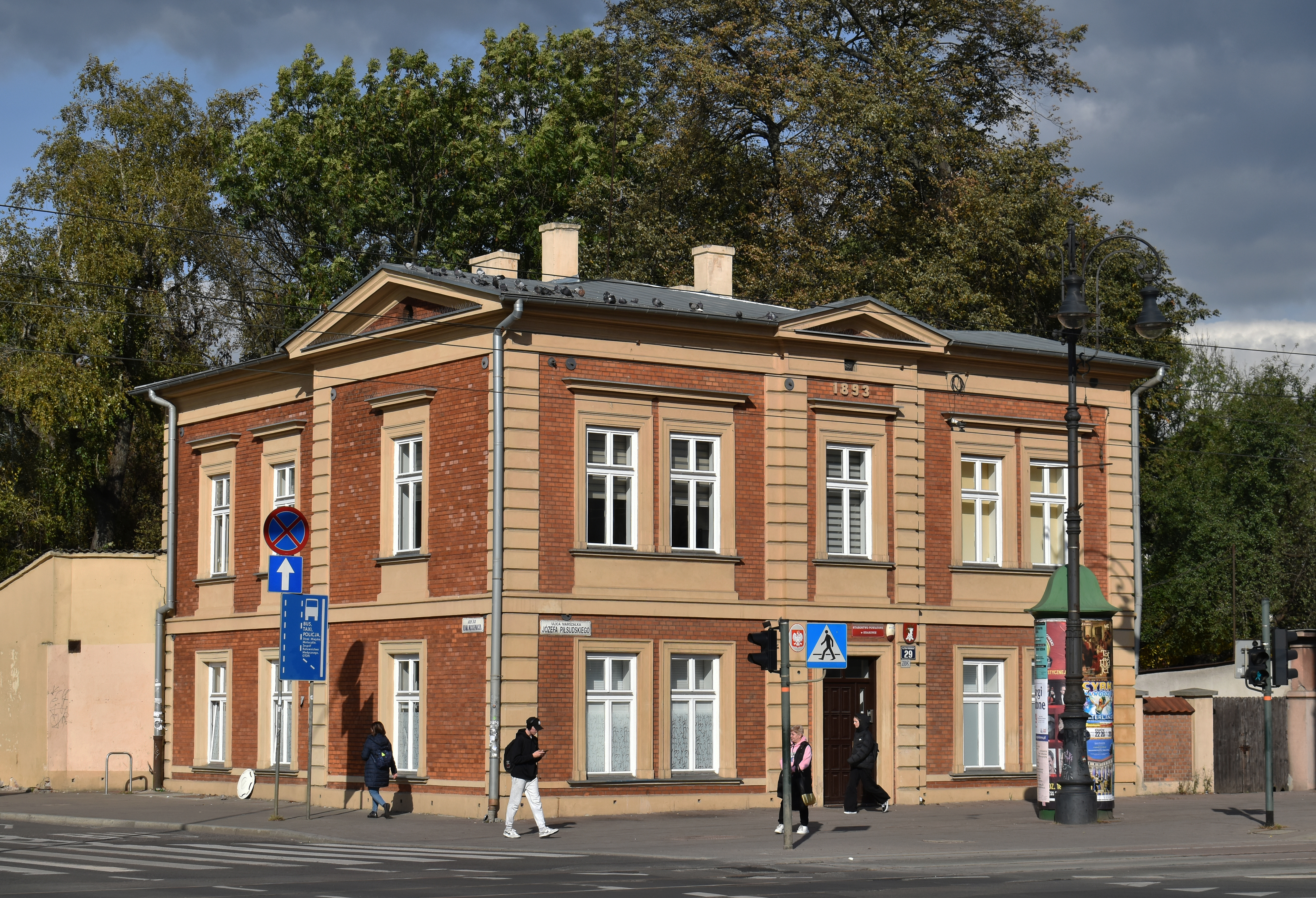
Rogatka Wolska Kraków, ul. Piłsudskiego 29
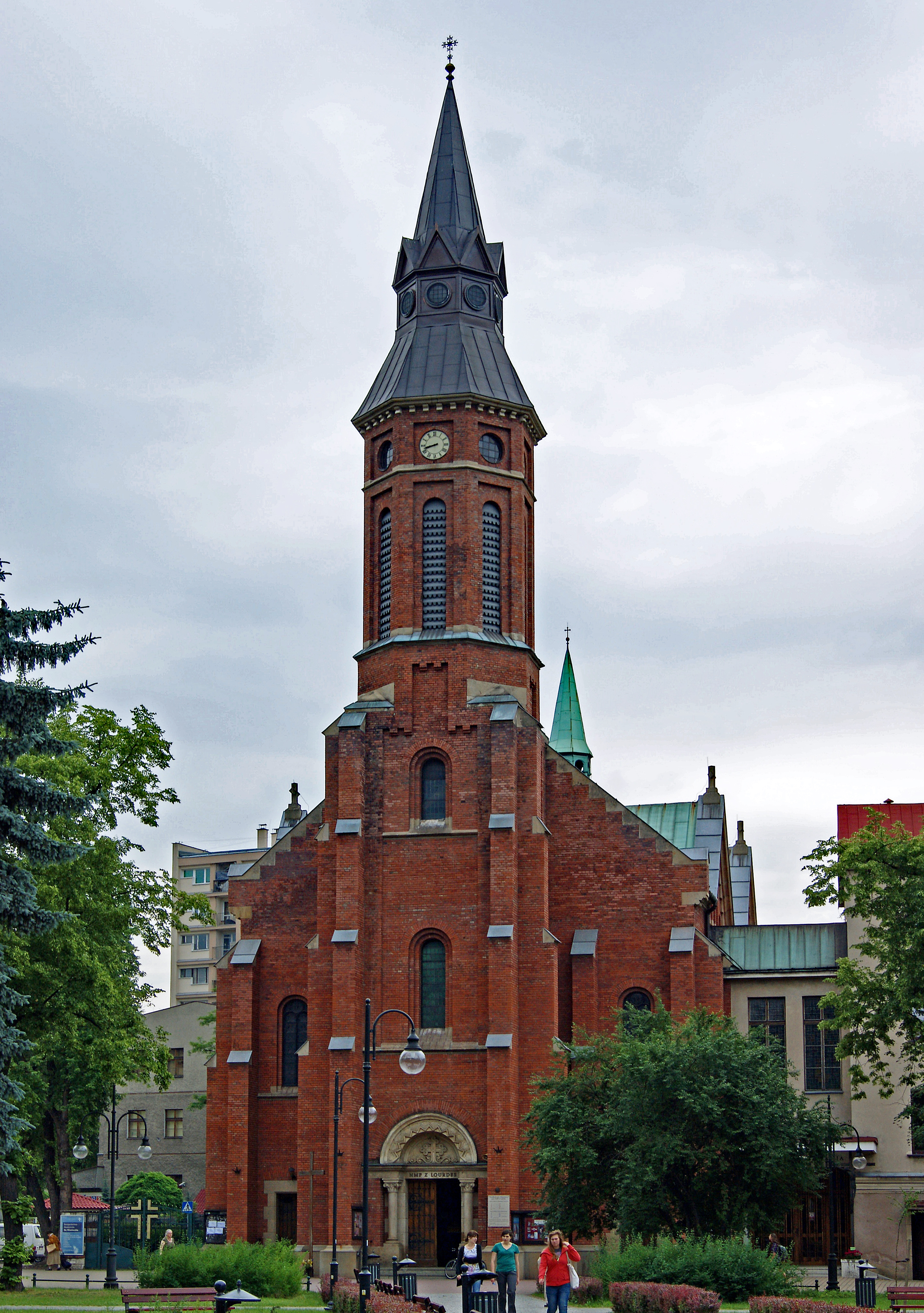
Kościół NMP z Lourdes Kraków, ul. Misjonarska 37